# Sergio Scremin
Sergio Scremin (Piazzola sul Brenta, 1º maggio 1963) è un ex ciclista su strada italiano.
Tra i dilettanti vinse tra gli altri un Trofeo Città di San Vendemiano, un Piccolo Giro di Lombardia e la medaglia d'oro all'Universiade 1983 a Edmonton, piazzandosi inoltre quinto nella prova di categoria al Mondiale 1983 ad Altenrhein. Professionista dal 1985 al 1990, gareggiò come gregario e non colse alcuna vittoria, portando però a termine tre Giri d'Italia e alcune classiche monumento.

## Palmarès
- 1982 (Dilettanti, G.S. Quarella)

Trofeo Città di San Vendemiano
Astico-Brenta
- 1983 (Dilettanti, G.S. Quarella)

Gran Premio Levane
7ª tappa Baby Giro (Guidizzolo > Pian Camuno)
Universiade, Prova in linea (Edmonton)
Giro della Provincia di Rovigo
Piccolo Giro di Lombardia

## Piazzamenti

### Grandi Giri
- Giro d'Italia

1985: 105º
1987: 80º
1990: 153º

### Classiche monumento
- Milano-Sanremo

1985: 120º
- Giro delle Fiandre

1987: 55º
1988: 63º

### Competizioni mondiali
- Campionati del mondo

Altenrhein 1983 - In linea Dilettanti: 5º